# 超感乐队

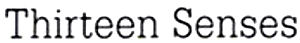
超感乐队官方标志

超感乐队（英语：Thirteen Senses）是一支来自英格兰康沃尔郡彭赞斯的后英式摇滚乐队。其在2004年9月27日发行了专辑《The Invitation》和单曲《Thru the Glass》、《Do No Wrong》、《Into the Fire》和《The Salt Wound Routine》，其中前三首单曲进入了UK Top 40榜单。

## 乐队成员
- Will South（主唱，钢琴，吉他）
- Tom Welham（吉他，主唱）
- Adam Wilson（贝斯）
- Brendon James（鼓，打击乐器）